# Crash du Tupolev Tu-144 à Goussainville
Le dimanche 3 juin 1973, à 15 h 29, un Tupolev Tu-144 effectuant une démonstration en vol lors du 30e Salon du Bourget s'écrase à Goussainville, dans le nord de la région parisienne. 
Peu après son décollage, le  supersonique soviétique, concurrent du Concorde, part subitement en piqué, son aile se rompt à quelques dizaines de mètres du sol, l'avion prend feu, explose et s'écrase en flammes, détruisant une quinzaine de maisons et une école — fermée ce jour-là.
L'accident, peut-être dû à une modification visant à étendre le domaine de vol pour sa seconde démonstration, a fait 14 morts (les six membres d'équipage et huit personnes au sol).

## L'accident

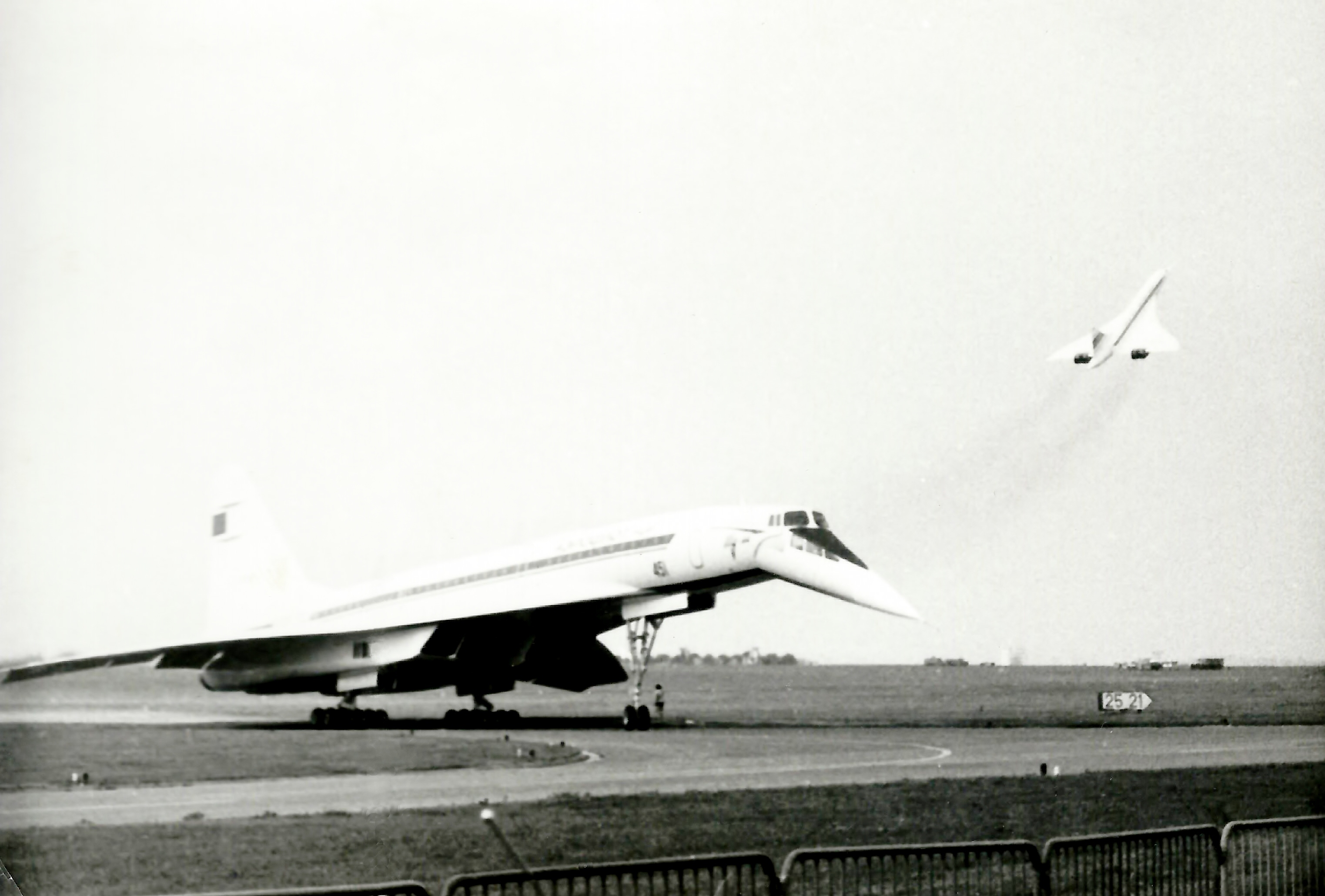
Le Concorde décollant devant le Tupolev Tu-144.

Le dernier jour du salon, le Concorde et le premier appareil de production de l'avion de ligne supersonique Tupolev Tu-144 (no 77102) sont présentés devant un public de 350 000 personnes. Concorde fait une première démonstration, suivi par le Tupolev. 
À la fin de son ascension verticale à pleine puissance, aux environs de 1 200 m, au moment où les plans canards à l'avant du fuselage sont rétractés, le Tupolev bascule en piqué et lorsque le pilote tente de le redresser, tout en redéployant les plans canards, l'important facteur de charge entraîne la rupture de l'aile gauche,. 
Les débris de l'avion en flammes s'abattent sur les cités Mozart et Bel-Air de Goussainville et atteignent une centaine de pavillons, dont une vingtaine seront complètement détruits, ainsi que l'école Louis Pasteur,,,, fermée ce jour-là. Les six membres d'équipage périssent dans l'écrasement. Au sol, il y a huit personnes tuées, et une vingtaine de blessés. De plus, 173 personnes se retrouvent sans toit et doivent être relogées.
Les secours, vite arrivés sur place, sont rejoints par Alexeï Tupolev et par de nombreux gardes soviétiques qui s'assurent, en cette période de guerre froide, que les pompiers ne prélèvent aucune pièce de l'avion.

## Les causes
Selon des témoins au sol, l'incendie aurait résulté de la rupture d'un plan canard avant gauche qui aurait perforé un réservoir ou se serait introduit dans un moteur et aurait provoqué l'explosion, détruisant l'aile,.
Des informations d'archives, maintenant ouvertes au public, indiquent que la boîte noire fut rapportée en URSS et analysée. Les causes de l'accident demeurent floues. On pense que la cause de l'accident pourrait être une modification réalisée au sol, par l'équipe d'ingénieurs, sur les capteurs du système de stabilisation automatique, la veille du second jour de démonstration en vol. Ces changements auraient eu pour but d'étendre le domaine de vol Tu-144 en démonstration, afin de réaliser une meilleure prestation que le Concorde. À l'origine, pour des raisons de sécurité, le braquage des commandes de vol est limité à 5° avec les plans canards sortis. La modification effectuée consiste à désactiver cette limitation, ce qui, après rétractation des plans canards, aurait entraîné une erreur du circuit électronique d'autostabilisation se traduisant par une commande de déflexion des élevons de 10° vers le bas et aurait provoqué la mise en piqué brutale du Tupolev. Pendant la tentative de l'équipage pour redresser l'avion, la caméra de la Première chaîne de télévision française, maniée par un participant russe, l'ingénieur V.N. Benderov, pour filmer le vol, tombe sur le sol de la cabine de pilotage et fait perdre un temps précieux aux pilotes (le journaliste Michel Tauriac devait initialement monter à bord pendant la démonstration mais les Soviétiques avaient refusé au dernier moment, n'acceptant que d'embarquer sa caméra,). 
Dans un livre, André Turcat, alors responsable des essais en vol du Concorde, livre son témoignage de l'accident. 
Selon une explication avancée à l'époque, le pilote aurait voulu éviter un Mirage III en vol au-dessus de lui et dont il ignorait la présence.

Trajectoires du Tu-144 et du Mirage III.

## In memoriam
En 1999, la municipalité de Goussainville a édifié une stèle à la mémoire des victimes à l'angle du boulevard du Général-de-Gaulle et de la rue de la Vallée. Le 3 juin 2023, pour le cinquantième anniversaire de l'écrasement, elle y organise une cérémonie au nom du devoir de mémoire.